# Franciszkański spontan
Franciszkański spontan – polski krótkometrażowy film dokumentalny z 1998 roku w reżyserii Magdaleny Piekorz, z muzyką Michała Lorenca. Autorką scenariusza była sama reżyserka.

## O filmie
Film został zrealizowany w Katowicach w bazylice św. Ludwika Króla i Wniebowzięcia Najświętszej Maryi Panny. Bohaterami filmu są franciszkanie z Prowincji Wniebowzięcia Najświętszej Maryi Panny Zakonu Braci Mniejszych w Katowicach, którzy od 1908 wznoszą dużych rozmiarów stajenkę betlejemską we wnętrzu swojego kościoła klasztornego. Budowę panewnickiej szopki zakonnicy wraz z wiernymi rozpoczynają na kilka tygodni przed świętami Bożego Narodzenia.
Autorka dokumentu towarzyszyła budowniczym oraz spotkała się z nimi, by zadać pytania dotyczące nie tylko panewnickiego żłóbka ale i powołania zakonnego. Młodzi zakonnicy podzielili się z reżyserką historią swojej drogi do zakonu oraz ideałami, które nimi kierują.